# Nord (Seychellen)

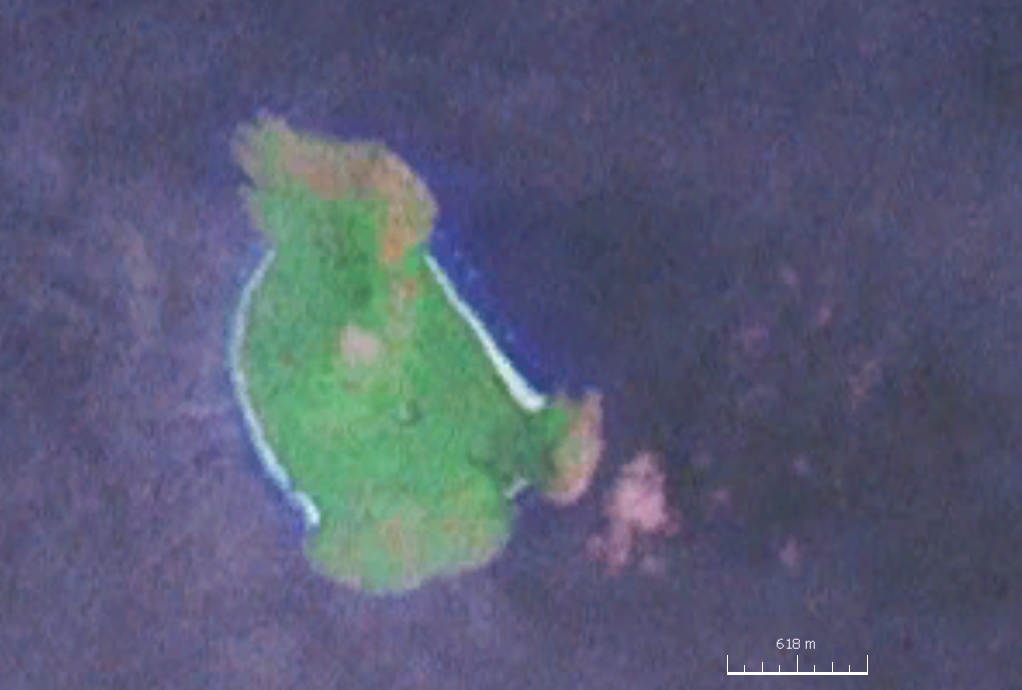
Nord vanuit de ruimte

Nord (Frans: Île du Nord) is een eiland van de Seychellen. Het ligt vijf km ten noorden van het eiland Silhouette en 32 km van het hoofdeiland Mahé.
Het eiland is in zijn geheel een resort met de naam North Island Lodge. Het is daarom niet vrij toegankelijk. Het resort bestaat uit 23 villa's.

## Geschiedenis
Het eiland werd in 1609 voor het eerst door een Europeaan bezocht, door Alexander Sharpeigh van de Britse Oost-Indische Compagnie.
Van 1826 tot 1970 was het eiland in handen van de familie Beaufond die hier een plantage had. Uit deze tijd stammen een paar gebouwen die uit koraalsteen zijn opgebouwd.
In 2003 werd het eiland omgebouwd tot het huidige hotel-resort. Tegelijk startte een project om de natuur te herstellen in zijn oorspronkelijke staat waarbij de inheemse flora en fauna wordt teruggehaald en uitheemse soorten worden verwijderd.
In 2004 werd de film Thunderbirds op het eiland opgenomen.
In 2011 verbleven de Britse Prins William en Kate Middleton op het eiland tijdens hun huwelijksreis.

## Geografie
Nord heeft een oppervlakte van 2,01 km². Het beschikt over vier stranden.
Het eiland heeft drie karakteristieke graniete heuvels:
- De Grand Paloss ligt in het noorden en is 170 meter hoog
- De Bernica ligt in het zuiden en is 100 meter hoog
- De Coglemat ligt in het zuidoosten en is 60 meter hoog